# Hilarion (Serafimowski)
Hilarion, imię świeckie Iwica Serafimowski (ur. 13 stycznia 1973 w Kumanowie) – duchowny Macedońskiego Kościoła Prawosławnego, od 2006 metropolita bregalnicki. Święcenia diakonatu przyjął 10 października 1994, a prezbiteratu 11 września 1996.
Chirotonię biskupią otrzymał 2 czerwca 2006.